# Aurèlia Sancristòfol i Arboix
Aurèlia Sancristòfol i Arboix (Barcelona, 9 d'agost de 1895 - 11 de juny de 1948), va ser una violoncel·lista catalana.
Aurèlia Sancristòfol era filla de Pere Màrtir Sancristòfol i Serch (c. 1853-1926), un industrial manyà natural de Cardona, i de Josepa Arboix i Serret (1859-*), Sota el mestratge de Josep Soler, a l'Escola Municipal de Música de Barcelona, a l'edat de 10 anys va oferir el seu primer recital en públic. Era un concert organitzat pel Foment del Treball a Barcelona. Més tarda va seguir els estudis a París amb André Hecking, gràcies a una beca de l’Ajuntament de Barcelona. El 1918 oferí un recital al Saló de Cent de l’Ajuntament de Barcelona. Actuà a vàries ciutats espanyoles i en diferents cicles de música a la Ciutat Comtal, incloses les aparicions amb la Banda Municipal dirigida per Joan Lamote de Grignon.
En un concert que oferí al Casino Unió Comercial per a la Beneficència Vilafranquina, acompanyada al piano pel mestre Joan Molinare, hagueren de plegar abans d'hora, al segon ball, "per falta de noies".